# Gabriele Mucchi
Gabriele Mucchi (Torino, 25 giugno 1899 – Milano, 10 maggio 2002) è stato un architetto e pittore italiano.

## Biografia
Nasce da una famiglia patriottica e liberale della borghesia emiliana (il nonno Venceslao Mucchi era presidente della Corte di cassazione a Torino, lo zio Agostino, cospiratore con Ciro Menotti nei moti del 1831, riparò e morì a Grenoble nel 1839). Il padre Anton Maria, nato a Reggio Emilia il 27 maggio del 1871, è un apprezzato pittore, da cui Gabriele apprende le prime nozioni di disegno. La madre è la contessa Lucia Tracagni di Salò sul Garda, primogenita del conte Fabio Tracagni di Desenzano. Trascorre la sua adolescenza tra personaggi celebri che frequentano l'atelier paterno, come Leonardo Bistolfi, Sibilla Aleramo, lo "zio Anni" (sua guida spirituale) ossia il filosofo Annibale Pastore, Cesare Lombroso, Eusapia Palladino (celebrata "medium" italiana che Arthur Conan Doyle lodò nella sua History of Spiritualism), Giovanni Cena e Auguste Rodin.
Nel 1915 si trasferisce a Correggio nel reggiano con la famiglia proveniente da Catania, poiché l’Etna-Film dovette chiudere la produzione cinematografica, perché preclusa dalla guerra e il padre regista fu licenziato. Ottenuta la maturità classica, si iscrive nel 1916 alla Facoltà di Ingegneria a Bologna: in quegli anni universitari conosce e rafforza l'amicizia con Corrado Alvaro, redattore de Il Resto del Carlino. Nel 1918 è chiamato sotto le armi con grado di tenente d'artiglieria ed ha il battesimo del fuoco sul Grappa. Nel 1923 si laurea in ingegneria e nel 1924 si trasferisce a Roma come impiegato nello studio ingegneristico. A Roma rincontra il suo amico Corrado Alvaro, divenuto corrispondente de Il Mondo e Sibilla Aleramo: esegue quattro disegni per Nostra Dea di Massimo Bontempelli, frequenta in quel periodo il teatrino, la Casa d'arte Bragaglia di Anton Giulio Bragaglia e il sacrario dell'intellettualità romana all'Aragno con il poeta Vincenzo Cardarelli. Nella primavera del 1925 incontra la scultrice tedesca Jenny Wiegmann (Genni) che in seguito sposerà.
Nel 1926 si trasferisce a Milano e l'anno seguente espone con il gruppo del Novecento Italiano. Si avvia intanto anche la sua carriera di illustratore grazie alla collaborazione con gli scrittori Achille Campanile (Ma che cos'è questo amore, 1927) e Cesare Zavattini (Parliamo tanto di me, 1931, I poveri sono matti, 1937). Partecipa alle esposizioni internazionali d'arte di Venezia dal 1930 e nel1933 e 1936, alla V e VI Triennale di Milano con pitture e pannelli decorativi. Intellettuale di idee antifasciste, si avvicina al movimento Corrente e nel 1943 si unisce ai partigiani della Val d'Ossola arruolandosi nella 186ª Brigata Garibaldi. Alla fine della guerra rientra a Milano e il suo impegno civile si traduce in opere di chiara impronta realista. Prosegue intanto la sua attività anche nel campo dell'architettura che, avviata negli anni trenta, lo vede nel 1947 partecipare alla realizzazione degli alloggi nel quartiere QT8 a Milano, per i quali progetta anche gli elementi di arredo: con questi studi partecipa quello stesso anno all'VIII Triennale di Milano. Nel 1956 è chiamato a insegnare pittura all'Università d'arte di Berlino-Weißensee dove risiede a lungo negli anni seguenti. L'attività espositiva prosegue incessante tra la Germania e l'Italia, così come la sua attività di decoratore e illustratore, quest'ultima coronata nel 1967 dalla pubblicazione del Candido di Voltaire.

## Biblioteca e archivio personale
La sua biblioteca e le sue carte personali sono state donate dagli eredi al Centro Apice dell'Università degli Studi di Milano nel 2005.
La biblioteca è composta da 2500 volumi comprendenti, oltre ai periodici d'arte della Repubblica Democratica Tedesca, cataloghi di mostre e monografie dedicate agli artisti della RDT. Sono inoltre presenti opere letterarie tradotte o illustrate da Mucchi e testi annotati.
L'archivio comprende manoscritti, dattiloscritti, lezioni tenute all'Accademia di Belle Arti di Berlino Est e un consistente nucleo di corrispondenza con editori, critici d'arte e artisti tra cui Giacomo Manzù e Renato Guttuso. 
È inoltre presente una sezione iconografica con 300 pezzi tra xilografie, acqueforti e litografie.

## Galleria d'immagini

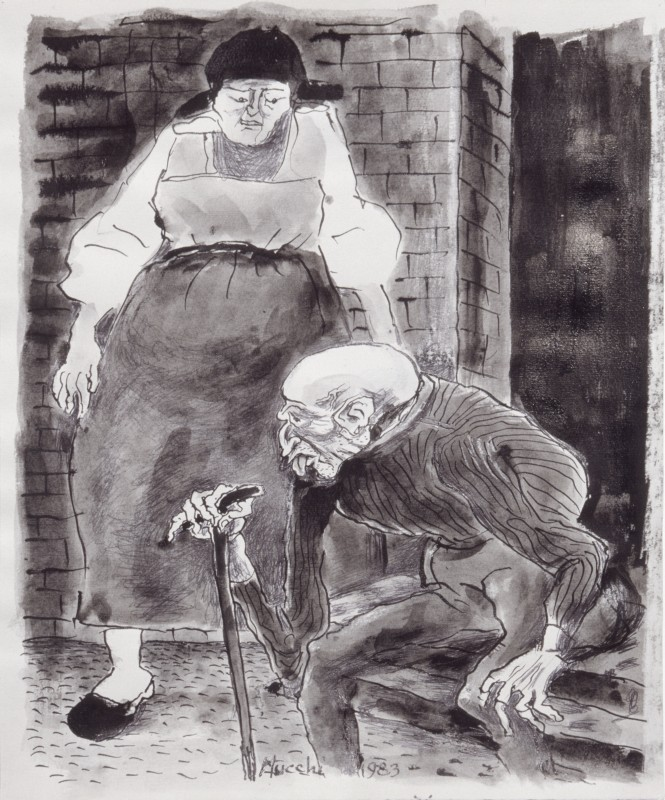
Artgate Fondazione Cariplo - Mucchi Gabriele, Caricatura - 1
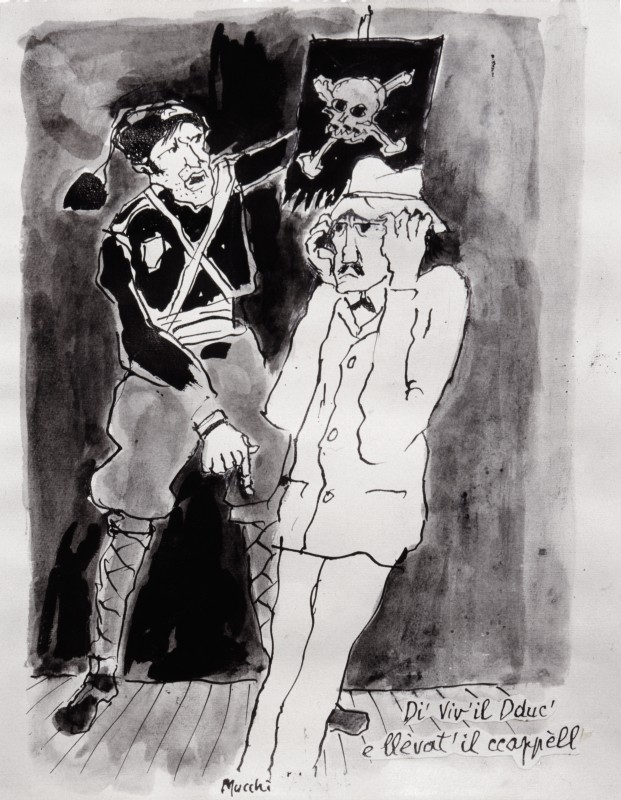
Artgate Fondazione Cariplo - Mucchi Gabriele, Caricatura - 2
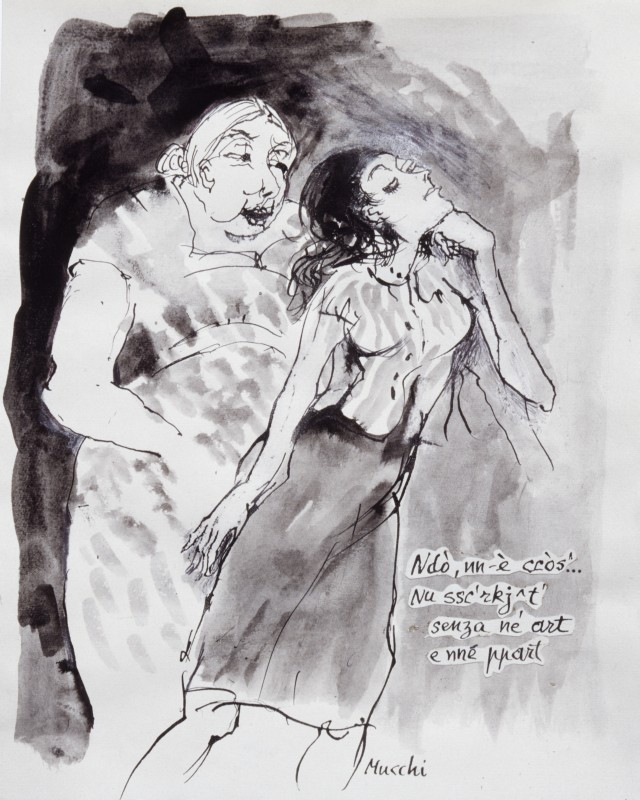
Artgate Fondazione Cariplo - Mucchi Gabriele, Caricatura - 3